# 奥斯卡·波尔克
奥斯卡·波尔克（英語：Oscar Polk，1899年12月25日—1949年1月4日），美国电影男演员，最为人熟知的角色是1939年经典电影《乱世佳人》中塔拉庄园的仆人波克（Pork）。1949年1月14日在时代广场被出租车相撞身亡。